# Стара Рача
Стара Рача је насељено место у општини Нова Рача, Бјеловарско-билогорска жупанија, Република Хрватска.

## Историја
До нове територијалне организације у Хрватској место је припадало бившој великој општини Бјеловар.

## Становништво
На попису становништва 2011. године, Стара Рача је имала 308 становника.

## Попис1991.
На попису становништва 1991. године, насељено место Стара Рача је имало 409 становника, следећег националног састава:
| Попис 1991.‍  | Попис 1991.‍  | Попис 1991.‍ | Попис 1991.‍ | Попис 1991.‍ |
| ------------ | ------------ | ----------- | ----------- | ----------- |
|              |              |             |             |             |
| Хрвати       | Хрвати       |             | 359         | 87,77%      |
| Југословени  | Југословени  |             | 12          | 2,93%       |
| Срби         | Срби         |             | 12          | 2,93%       |
| Мађари       | Мађари       |             | 9           | 2,20%       |
| Чеси         | Чеси         |             | 8           | 1,95%       |
| Грци         | Грци         |             | 1           | 0,24%       |
| остали       | остали       |             | 1           | 0,24%       |
| неопредељени | неопредељени |             | 1           | 0,24%       |
| непознато    | непознато    |             | 6           | 1,46%       |
| укупно: 409  |              |             |             |             |